# Carlstrom Foothills
Die Carlstrom Foothills sind eine Gruppe von Berggipfeln und Gebirgskämmen in der antarktischen Ross Dependency. In den Churchill Mountains erstrecken sie sich über eine Länge von 16 km und mit einer maximalen Höhe von 1690 m in nordsüdlicher Ausrichtung zwischen dem Mount Albert Markham und dem Kelly-Plateau.
Das Advisory Committee on Antarctic Names benannte sie 2003 nach John Eric Carlstrom (* 1957) vom Fachbereich für Astronomie und Astrophysik der University of Chicago, im Jahr 2001 Projektleiter am Zentrum für astrophysikalische Forschung auf der Amundsen-Scott-Südpolstation.